# 甲州石班澤

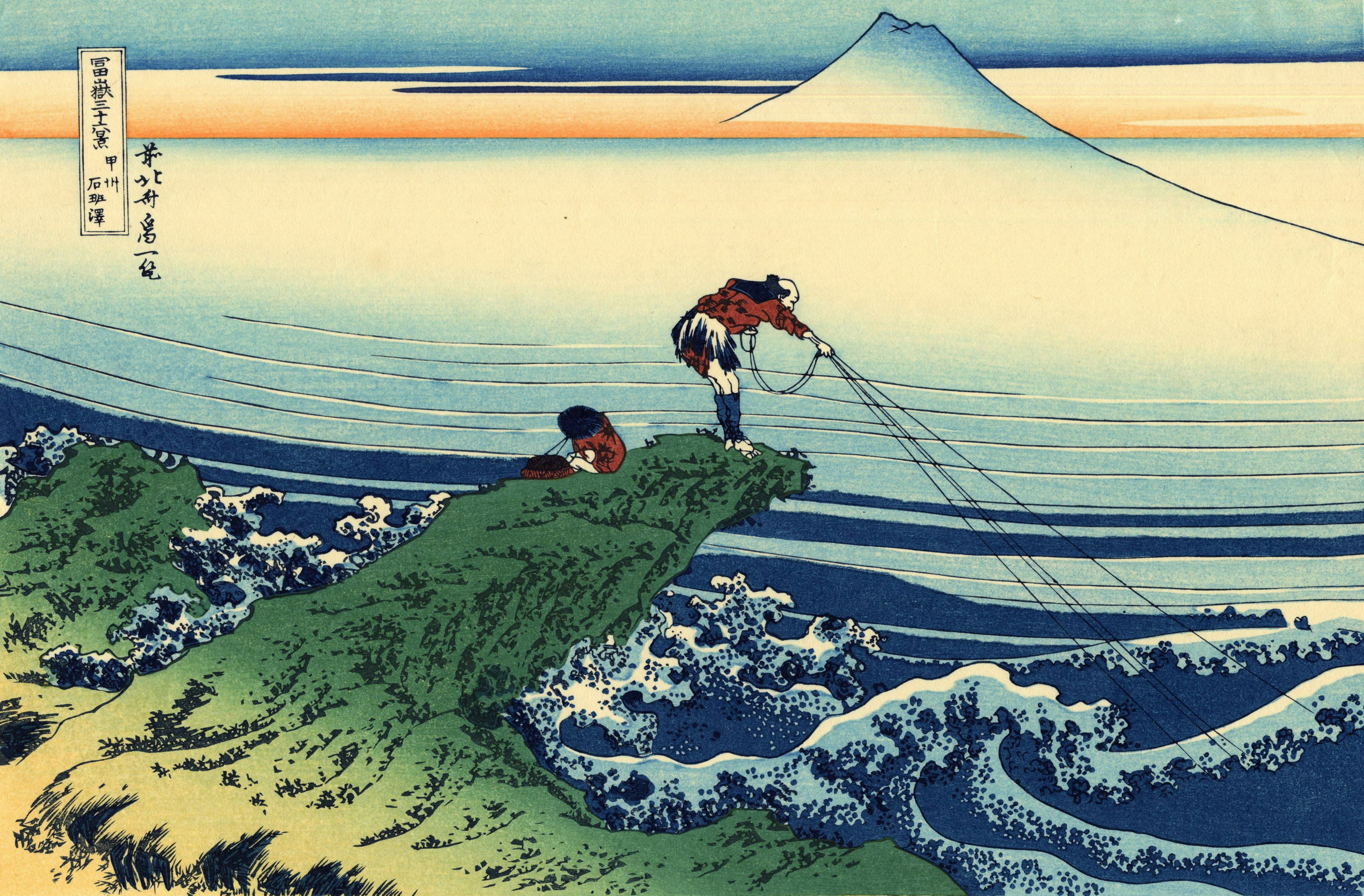
多色摺

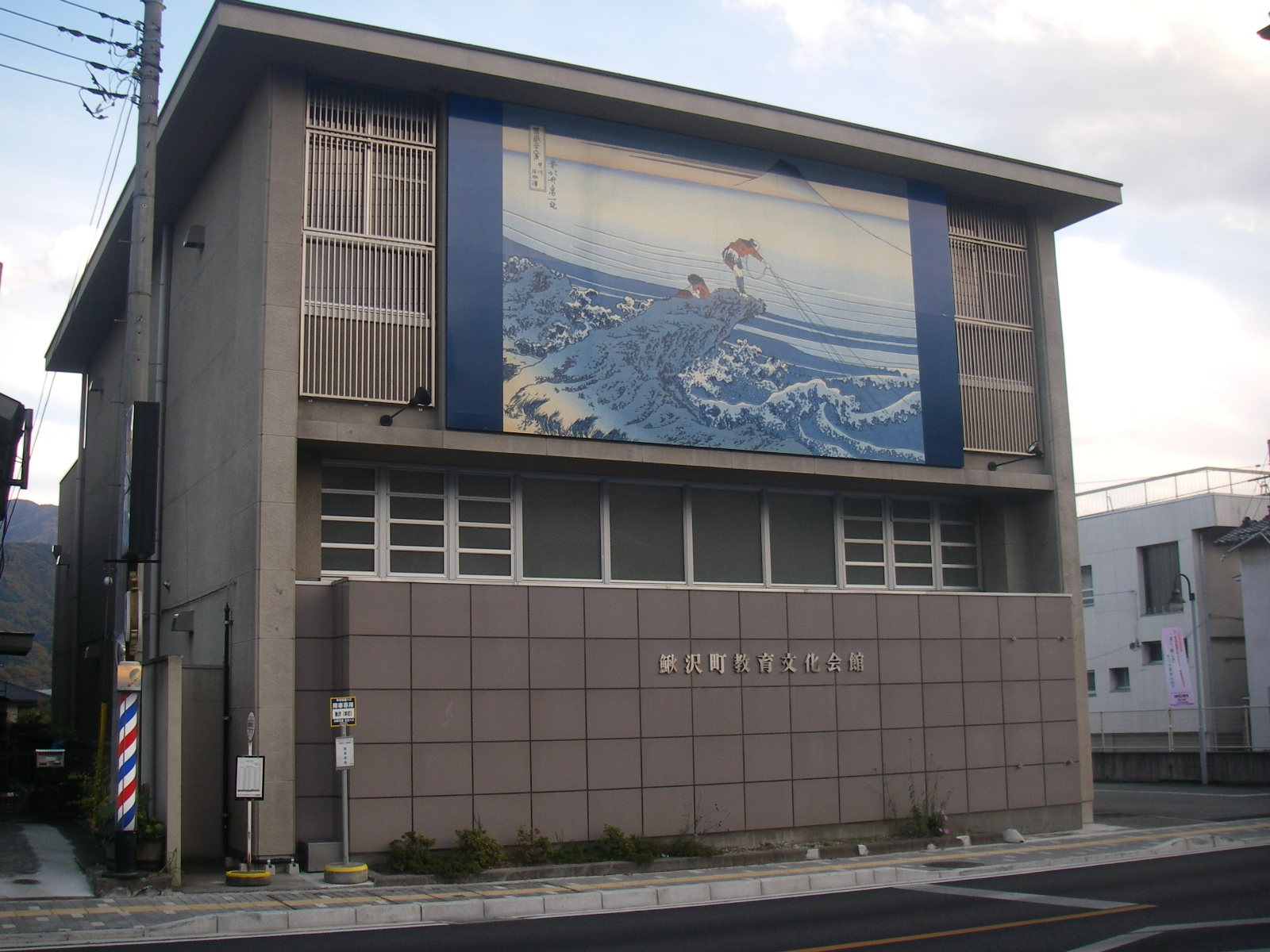
鰍沢町教育文化会館（現：富士川町教育文化会館）

「甲州石班澤」（こうしゅうかじかざわ）は、葛飾北斎の名所浮世絵『富嶽三十六景』全46図中の1図。

## 概要
本図は甲府盆地を潤す釜無川と笛吹川が合流して富士川となる地点の鰍沢（山梨県富士川町）を描いている。当地は富士川舟運の拠点で、兎の瀬と呼ばれる難所であった。
「石班澤」を「かじかざわ」と読ませるのは、カジカ（鰍）とウグイ（石斑魚）を誤ったためと思われる。
画面中央には岩場から波打つ富士川に向かう漁師の姿が描かれ、その傍らには子どもと籠が描かれている。漁師が持つのは投網とされている。
初摺は藍摺であるが、後摺では多色摺になっている。
『北斎漫画 十三編』には「（甲州）猪ノ鼻」の題で、富嶽を省略した上で本図を反転させた図が載せられている。